# Колосов, Константин Петрович
Константи́н Петро́вич Ко́лосов (1823—1888) — русский актёр, мастер комических ролей.

## Биография
Учился в Санкт-Петербургском театральном училище, должен был стать артистом балета. Однако красивая внешность юноши внушила режиссёру драматической труппы мысль взять его в свою труппу на амплуа героя-любовника в водевилях. Колосов играл роли в драматических и водевильных спектаклях довольно долго, но успеха не имел.
В начале 1860-х годов его перевели в Москву, где он стал исполнять комические роли, где раскрылся его талант. Его называли лучшим Молчалиным на московских подмостках.
Был женат на актрисе А. И. Колосовой.
Умер в 1888 году. Похоронен на Ваганьковском кладбище (3 уч.).